# Australian Democrats
Die Australian Democrats sind eine australische Partei der linken Mitte. Gründungsvorsitzender war 1977 Don Chipp, ein ehemaliger Parlamentarier und Minister der konservativen Liberal Party of Australia, der nach eigener Kritik an fehlender innerparteilicher Demokratie und Redefreiheit die Liberalen verließ. Mit dem Motto „keep the bastards honest“ („die Bastarde zur Ehrlichkeit zwingen“) gelangen der Partei über lange Jahre hinweg beachtenswerte Erfolge. Des Öfteren war die Partei das „Zünglein an der Waage“ im australischen Senat. Es gelang ihnen aber nie, einen Sitz im Unterhaus zu gewinnen.
Nach der Bundeswahl 2007 verlor die Partei zum 30. Juni 2008 ihre letzten verbliebenen Senatssitze auf Bundesebene. Nur in South Australia hatte die Partei mit dem wenig Aufmerksamkeit erregenden Senator David Winderlich noch einen Mandatsträger. Dieser verlor jedoch seinen Sitz bei den im März 2010 abgehaltenen Wahlen.

## Historischer Überblick
Bereits bei ihrer ersten Wahlteilnahme konnte die Partei ein zweistelliges Ergebnis erreichen und damit mehr als einen Achtungserfolg erzielen. Neben Don Chipp vertrat damit ein weiterer Senator die Partei im Oberhaus. 1980 prägte Chipp den berühmten Satz vom „die Hundlinge ehrlich halten“ und meinte damit, im Senat stark genug zu werden, um dort eine effektive Kontrollfunktion auszuüben. Bei den Wahlen 1980 war das prozentuale Ergebnis zwar nicht ganz so hoch wie noch 1977, aber es reichte, um drei weitere Senatssitze zu erzielen. Dazu gehörte auch seine spätere Nachfolgerin im Vorsitz Janine Haines aus Südaustralien. Damit war das Ziel erstmals erreicht, und im Senat gab es ohne die Demokraten keine Mehrheit mehr. Don Chipp blieb noch bis zu seinem freiwilligen Abgang 1986 Parteiführer.

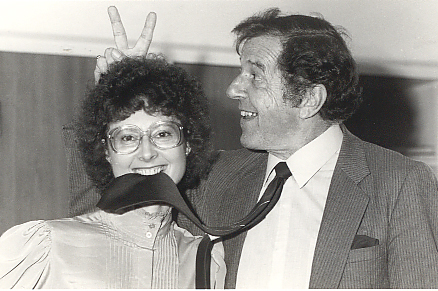
Aufbruchsstimmung. Janine Haines und Don Chipp

Ihren Zenit erreichte die Partei unter Führung von Janine Haines. Bei den Wahlen erreichte sie das Rekordergebnis von 12,6 %. Sie selbst beendete jedoch nach eben jener Wahl ihre politische Laufbahn, da ihr Versuch, ein Mandat im Unterhaus zu erzielen, erfolglos blieb. Nachfolger als Parteivorsitzender wurde kurzfristig Michael Macklin. Dessen Nachfolgerin wurde schließlich Janet Powell, die weiland Don Chipps Nachfolge im Senat antrat. Die Demokraten sprachen sich unter Powell gegen den Golf-Krieg aus, was damals allgemein weniger gut ankam. Sie blieb unpopulär und hatte auch noch eine Affäre mit dem Partei- und Senatskollegen Sid Spindler. Noch innerhalb ihres ersten Jahres in der Führung wurde ihre Absetzung betrieben. Nach nur 13½ Monaten wurde der Queenslander John Coulter an ihrer Stelle Parteiführer, wenngleich die Entscheidung in der Partei umstritten war und diese, zumal nach dem Rücktritt eines ihrer Senatoren infolge der Führungskrise, ein zerfranstes Bild abgab. Janet Powell selbst versuchte kurzfristig eine eigene Partei zu begründen, was aber letztlich erfolglos blieb, und wurde später Mitglied bei den Grünen.
John Coulters Schwerpunkt lag insbesondere in Umweltfragen. Seine Hinterfragung des australischen Bevölkerungswachstums war aber Kritik von allen Seiten ausgesetzt. Insgesamt blieb er ein eher ungeliebter, blasser Führer, und bei den Wahlen 1993 gab es herbe Verluste, wenngleich die sieben Abgeordneten im Senat gehalten werden konnten.
Nur einen Monat nach der Wahl im April 1993 übernahm die ambitionierte Cheryl Kernot die Parteiführung. Sie konnte gut mit den Medien umgehen, und ihr gelang es, bei den nächsten Wahlen 1996 das dritte zweistellige Ergebnis für die Demokraten einzufahren. Die ausgebildete Lehrerin, die, wie später bekannt wurde, eine private Affäre mit dem vormaligen Labor-Außenminister und seinerzeitigen Schattenminister Gareth Evans unterhielt, trat letztlich selbst zu Labor, und damit den „Bastards“, über. Es wurde dabei spekuliert, dass ihr ein Ministeramt versprochen wurde. Ihr gelang es auch knapp, einen Unterhaussitz für Labor zu gewinnen. Die Labor Partei blieb aber in Opposition und Kernot verlor bei der nächsten Wahl ihren Sitz wieder, womit ihre politische Karriere endete.
Ihre Nachfolgerin Meg Lees führte die Partei in ein erneutes Stimmungstief, als sie der unpopulären Einführung einer Mehrwertsteuer, wenngleich mit Qualifikation, sprich der Steuerbefreiung von unzubereiteten Nahrungsmitteln, zustimmte. Besonderes Aufsehen erregte diese Entscheidung, da die Gesetzesvorlage nur durch die Stimmen den Demokraten die nötige Mehrheit fanden. Lees überlebte den anschließenden Sinkflug der Umfragewerte politisch nicht lange. Nach einem Interim wurde die jugendlich-blonde Natasha Stott Despoja neue Parteivorsitzende.

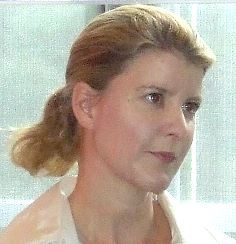
Progressiv. Natasha Stott Despoja

Stott Despoja wurde mit ihrer Ernennung zur Senatorin in Nachfolge des aus Gesundheitsgründen zurückgetretenen John Coulter 1995 mit dem Alter von 25 Jahren die bislang jüngste Parlamentarierin des Landes. Ihr gelang es, die Partei zwischenzeitlich zu stabilisieren. Mit der Ernennung des Aboriginal-Abkömmlings Aden Ridgeway zu ihrem Stellvertreter, kombiniert mit ihrer Allgegenwärtigkeit in Fernsehsendungen aller Art, gelang es ihr auch, das Profil der Partei zu erhöhen, was auch bei der Wahl 2001 noch einmal mit ansehnlichen 7,3 % belohnt wurde.
Innerparteilich brodelte aber der Richtungskampf, und die progressivere Stott Despoja trat nach anhaltender öffentlicher Auseinandersetzung mit den konservativen Parteiströmungen letztlich zurück.
Nach einem erneuten Interim wurde der blasse Andrew Bartlett aus Queensland Parteiführer. Dieser machte sich zum Gespött der breiteren Öffentlichkeit, als er von einer von der Liberal Party ausgerichteten Festlichkeit unter dem Jacket einige Flaschen Wein abtransportieren wollte, zudem wurde er auch noch bei einer anderen Gelegenheit im angetrunkenen Zustand im Parlament gegen eine Liberale Abgeordnete handgreiflich. Unweigerlich sackten unter seiner Führung die Umfragewerte der Demokraten weiter ab, was zu seiner Ablösung durch die verbindlichere Lyn Allison führte.

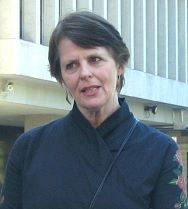
Endzeit. Lyn Allison

Die Partei war jedoch bereits zu diesem Zeitpunkt imagemäßig ruiniert. Reparaturfähigkeit hätte wohl einer sehr großen Dosis von Charisma bedurft, zudem wurden die Protestwähler, Umweltinteressierte und dergleichen nunmehr zuvorderst von den Australischen Grünen unter der Führung von Bob Brown vereinnahmt. Nachdem die Demokraten bereits 2004 alle zur Disposition stehenden Senatssitze verloren hatten, wurden sie letztlich bei der Bundeswahl 2007 vollends eliminiert, ohne dass dies von einer breiteren Öffentlichkeit noch bewusst wahrgenommen wurde. Die Partei erhielt dabei gerade noch 1,3 % der Stimmen – in ihrer vormaligen Hochburg Südaustralien gar nurmehr 0,9 %.
2009 verloren die Demokraten auch noch ihren letzten Mandatsträger auf Staatsebene. In South Australia trat im Oktober der einzige verbliebene Abgeordnete im Senat des Bundesstaates aus der Partei aus, nachdem er im Juli seinen Verbleib bei den Demokraten von der Rekrutierung von 1.000 neuen Mitgliedern bis November abhängig machte. Seitdem saß er als Unabhängiger im Senat und verlor schließlich sein Mandat bei den Staatswahlen am 20. März 2010.
Der Totalkollaps ist bereits in Tasmanien und im Territorium der Bundeshauptstadt Canberra, dem ACT, eingetreten. Dort wurde den Demokraten aufgrund mangelnder Mindestmitgliedszahlen die Registrierung als Partei entzogen.

## Programm
Die Partei basiert nach eigener Aussage auf Toleranz, Ehrlichkeit und direkter Demokratie. In der Partei existieren keine übergeordneten Führer, die über den Willen der restlichen Mitglieder hinweg entscheiden können. Die Politik beinhaltet Erhalt und Rettung der Umwelt, Einsatz gegen die wirtschaftliche Rationalisierung, Zugang zum Gesundheitssystem, Versorgung der notleidenden Bürger, Tierrechte und die Abschaffung von nuklearer Technologie und Waffen. Als Erste nahmen sich die Demokraten der grünen Politik auch auf Bundesebene an.

## Parlamentsführer der Demokraten
Die Demokraten sind für ihre Vorliebe zu weiblichen Führungspersonen und Repräsentanten bekannt. Sechs der zehn Vorsitzenden der Demokraten waren Frauen. Der Senator Aden Ridgeway, von der Volksgruppe der Aborigines, war Stellvertreter unter Natasha Stott Despoja. Die meisten der Parteiführer kamen aus ihrem Stammgebiet Südaustralien.
- 1977–1986: Don Chipp
- 1986–1990: Janine Haines
- 1990–1990: Michael Macklin (Interim)
- 1990–1991: Janet Powell
- 1991–1993: John Richard Coulter
- 1993–1997: Cheryl Kernot
- 1997–2001: Meg Lees
- 2001–2002: Natasha Stott Despoja
- 2002–2002: Brian Greig (Interim)
- 2002–2004: Andrew Bartlett
- 2004–2008: Lyn Allison

## Wahlergebnisse
| Jahr  | %      |
| Senat | Senat  |
| ----- | ------ |
| 1977  | 11,1 % |
| 1980  | 9,3 %  |
| 1983  | 9,6 %  |
| 1984  | 7,6 %  |
| 1987  | 8,5 %  |
| 1990  | 12,6 % |
| 1993  | 5,3 %  |
| 1996  | 10,8 % |
| 1998  | 8,4 %  |
| 2001  | 7,3 %  |
| 2004  | 2,1 %  |
| 2007  | 1,3 %  |
| 2010  | 0,6 %  |
| 2013  | 0,3 %  |